# Batalla de Huesca
La batalla de Huesca se libró el 24 de mayo de 1837 entre las tropas de la Expedición Real del pretendiente Carlos María Isidro de Borbón y tropas isabelinas bajo el mando del general Miguel Iribarren. La batalla tuvo lugar durante la Primera Guerra Carlista y resultó en la derrota del ejército isabelino.

## El arranque de la Expedición Real

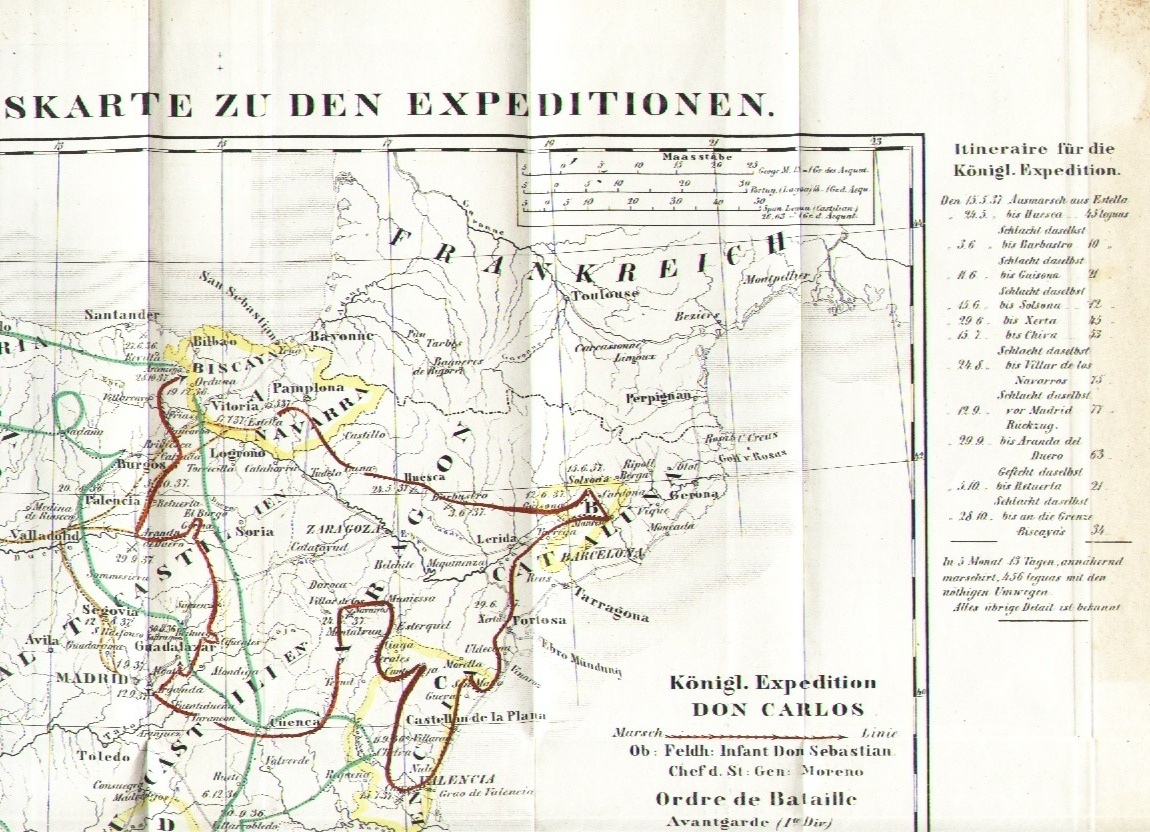
En rojo, ruta de la Expedición Real según un mapa dibujado por Rahden.

El fracaso del segundo sitio de Bilbao impulsó al pretendiente, Carlos María Isidro de Borbón, a considerar una solución negociada al conflicto dinástico. Sus contactos en Madrid le hicieron pensar que era posible una reconciliación basada en el matrimonio de la reina Isabel II con su primogénito, Carlos Luis de Borbón y Braganza. Por otra parte, el bloqueo del comercio entre el territorio carlista y el resto de España había agotado los recursos de las instituciones vasco-navarras fieles a la causa carlista, y estas habían pedido la ocupación de otras provincias para poder potenciar la economía e incrementar los recursos disponibles al fisco. El pretendiente decidió emprender una expedición militar para presentarse en Madrid y forzar un acuerdo con la Regente y su hija. Primero quiso pasar por otras regiones que creía eran más fieles a su causa: Aragón, Cataluña y Valencia, para conseguir que se levantaran a su favor y así obtener más apoyos, recursos y tropas con los que asegurar una entrada triunfal en Madrid.
Fue por eso por lo que, en vez de dirigirse al sur en su ruta hacia Madrid, empezó su expedición en dirección al este. El ejército expedicionario, unos 12 000 infantes y 720 jinetes, se concentró en Estella, de donde salió el 15 de mayo de 1837, cruzando el Gállego el 23 de mayo. El general isabelino Miguel Iribarren, que temía que la expedición intentara cruzar el Ebro, ordenó la destrucción de los puentes en su camino. Los carlistas fueron capaces de improvisar medios para que sus tropas y caballos pudieran cruzar los ríos, pero se vieron forzados a abandonar la artillería.

## La batalla
La vanguardia de la expedición carlista llegó a Huesca en la mañana del 24 de mayo de 1837, ocupando la ciudad y el cerro de la ermita de San Jorge, y dejando cuatro batallones desplegados entre ambos. El ayuntamiento y el cabildo presentaron las llaves de la ciudad al pretendiente, tras lo que se celebró un Te Deum en la catedral. Los dirigentes carlistas se alojaron en el palacio episcopal y las tropas que no estaban de servicio se acomodaron para descansar, unas en la ciudad y otras en un campamento a sus afueras. La vanguardia de Iribarren, cuatro batallones de infantería y la mitad de su caballería bajo el mando del brigadier Diego de León y Navarrete –comandante de la división de la Ribera– perseguía a la expedición, mientras que el resto de sus fuerzas se habían concentrado en Almudévar. Al recibir la noticia de la aproximación de Carlos a Huesca, Iribarren ordenó a todas sus tropas a dirigirse a la ciudad, adonde empezaron a llegar a las dos de la tarde.
Los carlistas estaban organizados en cuatro divisiones: la primera con cuatro batallones de infantería navarros, la segunda con cuatro batallones alaveses y dos aragoneses, la tercera con cinco batallones castellanos y el argelino de ex-legionarios, y la de caballería con once escuadrones. El ejército de Navarra, con Iribarren al mando, contaba con la división del brigadier Antonio Van Halen, con siete batallones de infantería: dos del 2.º regimiento de la Guardia Real, dos del «Córdoba», uno del «Almansa», uno del «África» y uno del provincial de Ávila, y cuatro piezas de artillería de montaña; la brigada de Conrad, con dos batallones y dos escuadrones de la División Auxiliar Francesa, seis piezas de montaña de la legión, y un batallón del 6.º regimiento ligero de infantería español; y la brigada de Diego de León, con dos escuadrones de granaderos, dos de coraceros, dos de lanceros y uno de cazadores de la Guardia Real, uno de dragones de Borbón, y cuatro piezas de artillería de campaña.

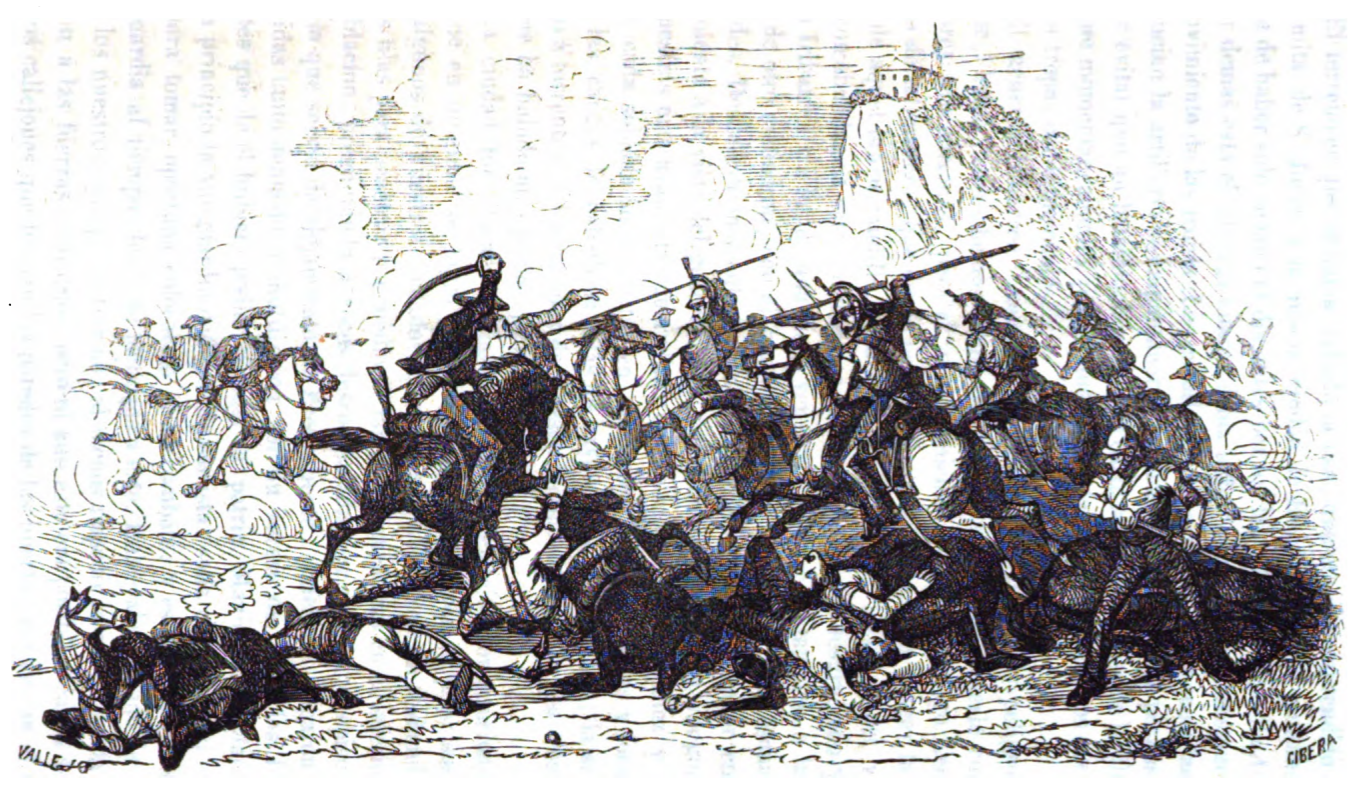
Choque entre la caballería isabelina y la carlista frente a la ermita y cerro de San Jorge

El general isabelino situó a sus tropas a tiro de cañón de la ciudad y comenzó el bombardeo de las posiciones enemigas a las tres y cuarto de la tarde. Formó a su infantería en tres columnas de ataque, con seis batallones de frente, acometiendo a dos batallones navarros y un escuadrón apostados a las afueras de la ciudad que guarnecían el camino de Navarra. La resistencia de los carlistas permitió dar la alarma general y que el resto de la caballería e infantería carlista formase y saliese de la ciudad para unirse a la lucha. Un escuadrón isabelino de coraceros de la Guardia, con Diego León al frente, se adelantó para arrollar a las avanzadillas carlistas y luego siguió su ataque contra la masa enemiga, resultando muerto el brigadier. Las huertas en las que se desarrollaba el combate habían sido regadas el día anterior y se encontraba anegadas, lo que dificultó el avance de la caballería y artillería. El mismo Iribarren, al frente de un escuadrón, se lanzó contra dos batallones y un escuadrón carlistas que amenazaban a una de las columnas. Múltiples cargas de caballería y a la bayoneta por ambos bandos recrudecieron el combate, que se propagó al interior de la ciudad.
El contraataque carlista amenazó con arrollar el ejército isabelino, ante lo que el batallón del «África» y el 2.º regimiento de la Guardia formaron en cuadro, resistiendo la embestida de la caballería carlista. Esto permitió la reorganización y retirada del resto de las unidades isabelinas y les ganó sendas corbatas de la Orden Militar de San Fernando para sus banderas.
Al final, los isabelinos resultaron derrotados, perdiendo en total ambos bandos unos dos mil hombres entre muertos, heridos y prisioneros, incluyendo Iribarren, que fue herido de gravedad y pereció al día siguiente. La pérdida isabelina pudiera haber sido mayor si el mando carlista no hubiera ordenado el repliegue de sus fuerzas a la ciudad y hubiera perseguido al enemigo. Los carlistas celebraron la victoria los tres días siguientes, tras lo que salieron de la ciudad en dirección a Barbastro, no sin antes obtener una contribución monetaria de la ciudad y aprovisionarse de alimentos. Pocos días más tarde se volverían a enfrentar con otro ejército isabelino en la batalla de Barbastro.